# SN 1954Z
SN 1954Z – supernowa odkryta 25 lutego 1954 roku w galaktyce M+02-25-30. W momencie odkrycia miała maksymalną jasność 16,00m.